# 西班牙語噝音變化

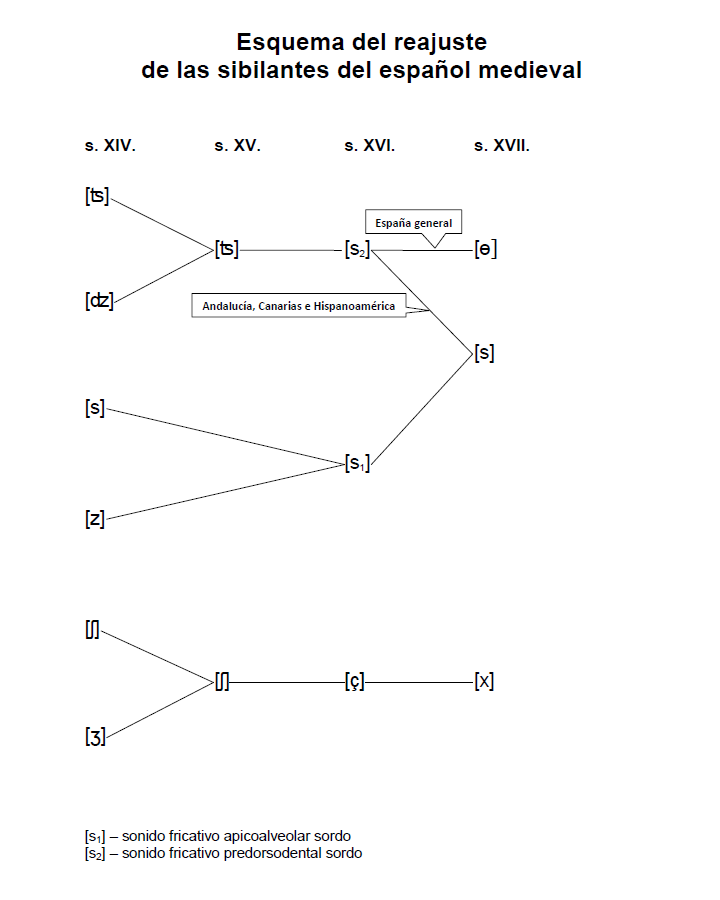
變化過程中涉及到的所有西班牙語噝音。

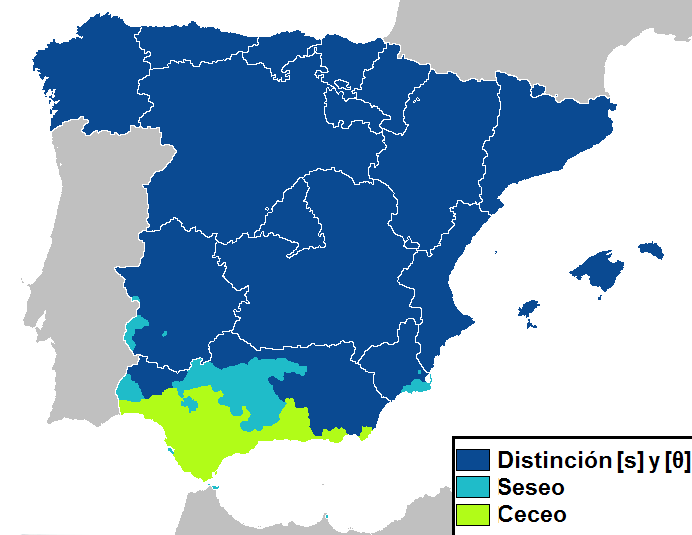
圖爲歐洲使用西班牙語的地區。深藍色地區在語音上區分[s]和[θ]的發音，在淺藍色(Seseo)和綠色(Ceceo)地區則不存在此種區別。（Seseo爲全部混同爲[s]，ceceo全部混同爲[θ]）

西班牙語的噝音變化是其發展中的一種語音特徵變化過程。這一進程在16至17世紀發生，最終形初步成了現代西班牙語的輔音系統。

## 語音學描述
在古西班牙語（使用至到約18世紀）的輔音中，以下三對噝音都具有語音學上的清濁對立：
- 齒齦塞擦音：/ʦ/和/ʣ/（如意大利語pizza一詞中的z），前者在a，o，u前用ç表示，在i，e前用c表示，後者用z表示；
- 齒齦擦音：/s/和/z/，前者在詞首或詞尾用s表示，在元音之間用ss表示，後者用在元音之間用s表示。
- 顎齦擦音：/š/（發音同英語中的sh，國際音標中用ʃ表示）和/ž/（發音同加泰羅尼亞語或法語的j，國際音標中用ʒ表示），前者用x表示，後者用j或在元音e，i前用g表示。

在16至17世紀期間，西班牙語發生了一次語音變化。此次變化推測起始於15世紀，主要可以總結爲三個階段：
1. 失去清濁對立並清化，6個音位合併爲3個：/ʦ/，/s/和/š/。
2. 齒齦塞擦音/ʦ/首先擦音化，最終變爲[s]（發音同當今美洲西語以及安達盧西亞[s]和[θ]全部混同爲s地區的發音），隨後卡斯蒂利亞語南部一些變體向前齒化爲脣齒擦音/θ/。有些方言沒有變爲/θ/ (安達盧西亞，加納利亞，美洲），而是維持[s]的發音。稍遲一些在安達盧西亞、加納利亞及拉丁美洲西語地區也發生了合併（seseo地區）。
3. 顎齦擦音/š/向後移動變爲清軟顎擦音/x/，即現代西班牙語中j以及i，e之前g的發音。推測在這個過程中存在一個介於/š/和/x/的中間狀態，大約是[ç]（如德語中ich的ch的發音），隨後便很快軟顎化。第一次有關於此種發音的記載出現在塞維利亞地區，因此可能其起源也是在這一地區。

在經過了這一系列的語音變化之後，現代西班牙語的輔音系統便基本形成了。

## 可能誘因
語音變化在所有語言中都是很常見的。雖然存在着一些獨立與語言譜系的語音規律，其嚴格的導因卻因爲使用者在簡化過程中的隨機性而很難斷定，而此外也尚存在更多的偶然因素來影響這一過程。在談及西班牙語的輔音變化時，常常會提到16世紀西班牙語中[s̪̺, s̺, ʃ]（predorsoalveolar，apicoalveolar，postalveolar） 三個音位變體。這三者本來在語音上的區別較小，而在這次變化之後其變化結果之間的區別就變得較大了。因此，這樣的變化不可能是一日而成，而是在一個相當長的時間內慢慢擴大的差異，這個過程則持續長達數個世紀。
語音變化絕非僅僅是單一原因促成，而是各種因素共同作用而成。語言學一般將促因分爲內部及外部，在分析時兩者都應該納入考慮。外部原因可以是底層語言的影響，而內部原因則可以是語言簡化的趨勢或使用者的文化層次等等。因此，一些語言學家認爲西班牙語的塞擦音清濁對立消失是因爲卡斯蒂利亞語與巴斯克語雙語者首先導致的（因爲後者不存在濁噝音）；而另外一些人則認爲僅僅是因爲其內部結構自發的簡化，其闡述如下：
在所有語言中，區別較小的音素的對立都會因爲其較爲不穩定的性質而更容易消失。例如中世紀西班牙語中/ʦ/ (ç) 和/ʣ/ (z)或/s/和/z/能夠形成對立的詞語較少（並非沒有），因此，兩者的合併並不會造成太多問題。而相反，/s/（即今天伊比利亞半島南部一些變體的發音）和/š/在發音上的區別較小，因此爲了強調這種區別，使用者有意誇大/š/的發音，發音位置也越來越靠後，導致其發音可能先變成了[ç]，最終變爲了現在的/x/。而在半島北部也發生了相似的過程：在/ʦ/擦音化後，其發音在聽感上和/s/幾乎無法區別。因此，解決這個問題的方法即爲將/s/的發音部位前移，直至其發音變爲現在的/θ/；然而在南部，兩者止於完全混同，因而形成了現在seseo（兩者混同爲/s/），這種發音被認爲是受過教育的表現，而ceceo（兩者混同爲/θ/）則被認爲是偏遠地區人士的發音特徵。

## 參閱
- Seseo
- 中世紀西班牙語
- 西班牙語歷史
- 西班牙語f–h語音變化
- 西班牙語